# 旺塔奇鎮足球會
旺塔奇鎮足球會（Wantage Town F.C.）是一支位於英格蘭旺塔奇的職業足球會，目前於英格蘭足球南部聯賽甲組（西及南）角逐。

## 外部連結
- Club website （页面存档备份，存于）
- Club history （页面存档备份，存于）